# Željeznička pruga Vinkovci – Osijek
Željeznička pruga Vinkovci – Osijek je željeznička pruga u Slavoniji duga 34 km..

## Općenito
Pruga je nekada bila jedna od rijetkih profitabilnih sporednih željezničkih pruga. U prometnom je smislu to najkraća i najbrža veza između Vinkovaca i Osijeka. Nažalost, stradala je u razaranjima Domovinskog rata. 10 km te pruge je otuđeno. Prigodom ponovnog puštanja u promet, izgrađen je jedan novi most preko Bobotskog kanala i postojeći most kraj Gaboša je obnovljen.

## Stanje
Dana 2. travnja 2008. je izvršena probna vožnja na novoobnovljenoj dionici. Najveća brzina je bila 80 km/h s prosječnom brzinom od oko 60 km/h. Vožnja od Vinkovaca do Osijeka trajala je 41 minutu. Dana 12. prosinca 2008. prošao je pokusni vlak, a pruga je ponovno puštena u promet sa stupanjem novog voznog reda 14. prosinca 2008. Signalizacija na svim željezničko-cestovnim prijelazima je obnovljena (minimalno Andrijin križ).

## Povijest
Gradnja je počela 1880. godine. U izgradnji je sudjelovao strani kapital.
Pruga je puštena u promet 23. studenog 1910. godine. Prva razaranja doživljava u II. svjetskom ratu. Nakon toga je obnovljena.
- 1991. godine, u vihoru rata, ponovno razaranje.
- Promet se gasi 18. kolovoza 1991. godine.
- 2005. godine počinje obnova.
- 2008. godine je završena obnova, što se tiče pruge same. Željezničko-cestovni prijelazi nisu uređeni.
- Probni vlak s tehničkim osobljem vozi 12. prosinca 2008. godine.
- Promet se ponovno uspostavlja 14. prosinca 2008. godine.
- Svečano otvorenje se vrši 17. prosinca 2008. godine, ispračajući vlak koji je po voznom redu vozio u 11:56 h.

## Važnost
- Međunarodna važnost – najkraća i direktna poveznica međunarodnih željezničkih koridora Vc i X
- Lokalna važnost za putnički promet – najkraća i direktna veza između dvaju velikih slavonskih gradova: Osijeka (najveći slavonski grad) i Vinkovaca.
- Važnost za prigradski promet – Osijek i Vinkovci su velika željeznička čvorišta i rastući gradovi, kojima gravitiraju sve okolne općine.

- Važnost za teretni promet – Velika većina tereta, koji se prevozi kamionima željeznicom bi se mogla prevoziti ekonomičnije i ekološkije. U Vinkovcima se nalazi veliki teretni kolodvor (2 parka, park A i B), koji bi mogao biti još iskorišteniji.
- Važnost za očuvanje okoliša – U usporedbi s cestovnim prometom, željeznica ima puno veći kapacitet i manje zagađenje nego što ga imaju cestovna vozila. K tomu, korištenje željeznice pripomaže eliminacijama gužvi koje stvara kamionski promet. Željeznička pruga zauzima i manje prostora u okolišu i znatno manje utječe na okoliš.

## Statistički podatci o prometu dostupni do godine 1991. koji su opravdavali obnovu
- Dužina pruge: 34 km
- Iskoristivost pruge: 98% (vrlo velika i profitabilna iskoristivost)

- 4192 putnička vlaka Vinkovci – Osijek
- 2587 teretna vlaka Vinkovci – Osijek
- 4202 putnička vlaka Osijek – Vinkovci
- 2357 teretna vlaka Osijek – Vinkovci

U prosjeku je dnevno putovalo 12 putničkih vlakova u oba smjera, 7 teretnih u smjeru Vinkovci – Osijek i 6.5 teretnih u smjeru Osijek – Vinkovci. 
- prijevoz tereta u smjeru Vinkovci – Osijek: 1324331 t (518 tona prosječno po vlaku)
- prijevoz tereta u smjeru Osijek – Vinkovci: 1233756 t

## Brzina i tonaža
U građevinskom je smislu prvotno pruga bila građena za 120 km/h. Redovni je promet tekao maksimalnom brzinom od 100 km/h. Maksimalno osovinsko opterećenje je 22,5 t/os.
Obnova je ponovno napravljena za iste nazivne brzine na većem dijelu, ali će, zbog sigurnosnih razloga, prvotna brzina biti ograničena na 80 km/h.

## Planovi
- uključivanje u budući prigradsko-gradski putnički željeznički prsten, koji povezuje slavonske gradove:
- Osijek
- Vinkovci
- Vukovar
- Županja
- grad Otok
- Ilok – ovaj grad još ne posjeduje željezničku vezu, ali se razmatra željeznički spoj s međunarodnim koridorom X, kod mjesta Tovarnik. Ovaj spoj bi imao dužinu od 6 km. Također, razmatra se faza dva, koja uključuje izgradnju potpuno nove trase, koja bi išla u smjeru grada Vukovara.

Takt vožnje prigradskog prstena iznosit će pola sata, ili (vjerojatnije) jedan sat iz svakog grada za svaki grad.
- elektrifikacija pruge. Kao pruga poveznica elektrificiranog međunarodnog željezničkog koridora X i koridora Vc, čiji se dio od Belog Manastira do stanice Strizivojna-Vrpolje (spoj koridora Vc na koridor X) planira uskoro elektrificirati. Elektrifikacija ove pruge je ekonomski opravdana. Njezin pretežno ravan tijek i ravničarska izvedba omogućuju čak i veće brzine u budućnosti. Ova pruga bi mogla postati pomoćni prijevozni put za koridor Vc. S obzirom na duljinu pruge od Vinkovaca do Osijeka, nasuprot planiranoj elektrifikaciji Strizivojna-Vrpolje – Osijek, ovo je ekonomski isplativija varijanta. Pruga također prolazi pokraj energetskog postrojenja Ernestinovo, spoja strujnih sustava istoka i zapada.

## Vanjske poveznice
- Vrlo koristan i iscrpan seminar o pruzi Vinkovci – Osijek
- Sluzbena stranica Hrvatskih Željeznica
- Neslužbena stranica o željeznicama s raspravom i podatcima o pruzi  Arhivirana inačica izvorne stranice od 17. prosinca 2007. (Wayback Machine)
- Prijedlog nacionalnog programa zeljeznicke infrastrukture  Arhivirana inačica izvorne stranice od 13. ožujka 2021. (Wayback Machine)
- Održani stručni skup  Arhivirana inačica izvorne stranice od 10. travnja 2008. (Wayback Machine)
- Prvi putnici na pruzi (službena delegacija)
- Najave o budućnosti pruge